# Daniel Sáez
Daniel Sáez (Almoradí, 1985. július 10. –) spanyol motorversenyző, legutóbb a MotoGP 125 köbcentiméteres géposztályában versenyzett. A sorozatban 2005-ben mutatkozott be, ahol 2008-ig összesen tizenegy versenyen indult. Ezeken pontot nem szerzett.